# Américo
Domingo Johnny Vega Urzúa, alias Américo (Arica, Chile, 24 decembrie 1977), este un cântăreț chilian.